# HMS Minerva (F45)
Pour les autres navires du même nom, voir HMS Minerva.
Le HMS Minervaa est une frégate de la classe Leander de la Royal Navy. Elle a été construite au chantier naval Vickers-Armstrongs. Lancée le 19 décembre 1964, elle est mise en service dans la Royal Navy le 14 mai 1968.

## Service
Dans les années 1970, elle a participé à la Beira Patrol (en) et à le deuxième guerre de la morue. Charles, prince de Galles, a servi à bord du navire dans les années 1970.
Puis elle a participé à la guerre des Malouines au sein du Bristol Group en 1982 avec ses sisters-ships, HMS Penelope (F127) et HMS Andromeda (F57). L'unité n'est arrivée aux Malouines que le 26 mai, après quoi le navire était principalement en mission de protection. Le navire n'a pas été endommagé pendant la guerre et est retourné à Devonport en septembre.
En novembre, le navire est entré en collision avec la frégate de classe Rothesay (en) HMS Yarmouth (F101) . Fin 1984, le navire est retourné dans l'Atlantique Sud, d'où il est rentré chez lui en 1985. Entre ces engagements majeurs, la frégate patrouillait dans les eaux territoriales britanniques et participait à des Grandes manœuvres de l'OTAN et britanniques. Minerva a été mis hors service en 1992 et vendu à la ferraille.